# Lego Brick Sketches
Lego Brick Sketches er en produktlinje produceret af den danske legetøjskoncern LEGO, der blev introduceret i 2020. Temaet består af sæt, hvor man kan bygge ikoniske karakterer i stiliserede portrætter. Temaet blev lanceret samme år som Lego DOTS, der hovedsageligt at målrettet børn, mens Lego brick Sketches mere er rettet mod ældre børn og voksne. Det er det første tema, der har relief-portrætter.

## Sæt
- 40391 First Order Stormtrooper
- 40431 BB-8
- 40386 Batman
- 40428 The Joker
- 40456 Mickey Mouse
- 40457 Minnie Mouse